# Ozodicera terrifica
Ozodicera terrifica är en tvåvingeart som beskrevs av Alexander 1942. Ozodicera terrifica ingår i släktet Ozodicera och familjen storharkrankar. Inga underarter finns listade i Catalogue of Life.